# Marcus Thrane
Pour les articles homonymes, voir Thrane.
Marcus Moller Thrane, né le 14 octobre 1817 à Christiana et mort le 30 avril 1890 à Eau Claire dans le Wisconsin, est un écrivain, journaliste et homme politique norvégien. Il est considéré comme le premier militant social du pays.

## Jeunesse
Le père de Marcus Thrane était commerçant et directeur de la Banque royale de Norvège. Peu de temps après la naissance de son fils, il est accusé de corruption et le scandale du procès rejaillit sur l'ensemble de la famille. Devenu orphelin à l'âge de 15 ans, Marcus est confié à des amis de la famille et doit déménager. 
En 1837, Marcus Thrane entreprend un voyage vers l'Allemagne, la Suisse et la France. Il passe plusieurs mois à Paris jusqu'en décembre, où il retourne en Norvège. Diplômé de la faculté des arts, il commence un bref parcours en théologie. Il épouse Maria Joséphine Buch et s'installe avec elle en 1841 à Lillehammer, où le couple fonde une école privée. En 1846, ils s'installent à Åsgårdstrand. 
En mars 1847, Marcus Thrane s'installe à Amot, dans la commune de Modum, où il crée une école pour les enfants des ouvriers de l'entreprise Blaafarvevaerket. Dès le mois d'avril, 250 ouvriers sont licenciés pour cause de difficultés économiques. Cette décision, qui indigne Marcus Thrane, joue un rôle important dans ses convictions ultérieures. 
La famille s'installe ensuite à Drammen, ville d'origine de Maria Joséphine Buch, où Thrane devient le rédacteur du journal local Drammens Adresse, dont il est exclu au bout de cinq mois en raison de ses opinions radicales. 

## Le mouvement ouvrier
Le 27 décembre 1848, Marcus Thrane fonde le Drammens arbeiderforening (syndicat des travailleurs de Drammen), avec 160 membres. Dès l'année suivante, il suscite la création d'autres syndicats locaux et d'une structure nationale. Il devient l'imprimeur du journal de l'union, l'Arbeiderforeningernes Blad. En mai 1850, l'Union soumet au roi de Norvège Oscar II et au Storting une pétition réclamant le suffrage universel, le service militaire général, l'égalité devant la loi, de meilleures écoles, la suppression des taxes sur les produits de première nécessité, une amélioration du sort des petits paysans. 
Au mois de novembre, le gouvernement rejette la pétition. La conférence nationale de l'union, qui se réunit en février 1851, envisage d'appeler à la révolution. Marcus Thrane réussit à empêcher cette extrémité, mais les autorités profitent de la situation pour l'arrêter. Marcus Thrane et 132 membres des syndicats sont détenus durant quatre ans et condamnés le 25 juin 1855. Marcus Thrane échoppe de quatre ans de prison qui viennent s'ajouter à ceux déjà subis. Les condamnations ont raison du mouvement que Marcus Thrane ne parvient pas à relever à sa sortie de prison. 

## Activités ultérieures et émigration
Après l'échec de son mouvement, Marcus Thrane exerce le métier de photographe jusqu'à la mort de sa femme en 1862. Il émigre alors aux États-Unis et reprend ses activités politiques et journalistiques auprès de la diaspora scandinave. Il fonde ainsi en 1865 à Chicago le Norske-Amerikanerne. Mais le 2 mai 1866 John Anderson rachète les listes de souscription de ce titre pour fonder un autre journal appelé Skandinaven. Marcus Thrane lance alors un autre titre, le Dagslyset, qu'il publie jusqu'en 1878. 
En 1866 le synode de l'Église luthérienne norvégienne en Amérique s'inquiète de ses idées socialistes et publie à son encontre un « Avertissement à tous les Chrétiens », même si ses idées ne touchaient en fait que quelques socialistes de Chicago. Il caricature la visite aux États-Unis de l'écrivain Bjørnstjerne Bjørnson qu'il surnomme « la vieille Bible du Wisconsin » ; ce texte vise directement les membres du Synode. 
Marcus Thrane écrit également plusieurs pièces de théâtre en norvégien pour ses compatriotes exilés et fonde à leur intention, en septembre 1866, toujours à Chicago, le Norske Teater. 
En 1883, il retourne en Norvège pour une série de conférences qui ne reçoit qu'un faible succès. Il rentre donc aux États-Unis où il meurt en 1890.
Marcus Thrane était le neveu du compositeur Waldemar Thrane (1790-1828).

## Postérité
Malgré l'échec initial de son mouvement, Marcus Thrane contribue à faire naître le mouvement ouvrier en Norvège. La fondation, en 1887, du Parti du travail, lui doit beaucoup et il en est reconnu comme un « père fondateur ». Son mouvement a aussi eu le mérite de montrer que le monde rural et le milieu urbain pouvaient faire valoir des revendications communes.  